# Pięciobój nowoczesny
Pięciobój nowoczesny – dyscyplina sportowa, od igrzysk w Sztokholmie (1912) znajdująca się w programie olimpijskim.

## Wstęp
Pięciobój nowoczesny podobnie jak triathlon łączy różne dyscypliny (w odróżnieniu od wielobojów lekkoatletycznych, które łączą kilka konkurencji w obrębie jednej dyscypliny – lekkiej atletyki). W celu kształtowania wszechstronności zawodnika stosuje się tzw. trening przekrojowy. Sport ten opracował twórca nowożytnego ruchu olimpijskiego Pierre de Coubertin; na wzór pięcioboju starożytnego miał stanowić połączenie niezbędnych umiejętności żołnierskich (przymiotnik nowoczesny dodano by podkreślić, że chociaż nawiązuje, to odróżnia się od pięcioboju starożytnego). Pomysł na ten sport ma swoje źródło w XIX-wiecznej legendzie, zgodnie z którą młodego oficera kawalerii francuskiej wysłano konno, by dostarczył wiadomość. Aby wypełnić swoją misję, musiał jechać konno, walczyć z użyciem broni białej i palnej, płynąć wpław i biec. Sport więc symuluje niejako doświadczenia XIX-wiecznego żołnierza, który znalazł się za linią wroga – musi on na przykład jechać na nieznanym mu koniu (wierzchowce w konkursie skoków przydziela się zawodnikom losowo).
Od 1912 na igrzyskach olimpijskich rozgrywane są indywidualne zawody mężczyzn; w latach 1952–1992 rozgrywano także zawody drużynowe, a od 2000 o indywidualne medale walczą kobiety. Od 1949, w latach nieolimpijskich, odbywają się ponadto co roku mistrzostwa świata, gdzie obok rywalizacji indywidualnej i drużynowej medale przyznawane są w konkurencji sztafet.
Dyscyplina zyskała szczególną popularność w Szwecji; Szwedzi wprowadzili ten sport na igrzyska, reprezentant Szwecji Gösta Lilliehöök został pierwszym mistrzem olimpijskim; aż do lat 60. reprezentanci Szwecji dominowali w imprezach światowych.

## Zasady rozgrywania zawodów
Przez lata zawody rozgrywano w formacie pięcio- lub czterodniowym, jednak od 1996 roku przyjęto format jednodniowy, przez co zawody miały stać się łatwiejsze do obserwacji dla publiczności. Skrócono też dystanse pływania i biegu; do igrzysk w 2000 roku zawodnicy pływali 300 metrów (obecnie 200) i biegali 4000 metrów (obecnie 3000 m). W ostatnich latach brak szeroko rozpowszechnionej popularności tego sportu poza Europą Wschodnią stał się przyczyną powstania głosów proponujących usunięcie tej dyscypliny z programu igrzysk olimpijskich. Jednakże podczas głosowania Międzynarodowego Komitetu Olimpijskiego, w dniu 8 lipca 2005 roku, postanowiono jednak, że dyscyplina ta pozostanie w programie igrzysk co najmniej do 2012 roku. 12 lutego 2013 roku MKOL zdecydował o pozostawieniu pięcioboju nowoczesnego w programie igrzysk olimpijskich co najmniej do 2020 roku. Ostatecznie połączono też konkurencję strzelania z biegiem tak, że strzelanie przeprowadza się w trakcie konkurencji biegu przełajowego – rozwiązanie takie przypomina nieco biathlon, gdzie bieg narciarski połączony jest ze strzelaniem, choć w biathlonie zawodnik niesie broń palną ze sobą, a w pięcioboju pozostaje ona gotowa do załadowania na stanowisku strzeleckim. Zmienił się też jednocześnie format samego strzelania – do 2008 roku oddawało się 20 strzałów, na każdy strzał zawodnik miał 40 sekund. Decyzję odnośnie do wyżej wspomnianego połączenia związek pięcioboju UIPM podjął w 2008 roku i weszła ona w życie w roku 2009, choć była krytykowana jako zbyt radykalnie zmieniająca wymagania co do umiejętności posiadanych przez zawodnika.
Konkurencje zawodów pięcioboju nowoczesnego rozgrywane są obecnie na igrzyskach w niżej wymienionej kolejności (i w opisanym niżej formacie):
- każdy kraj może wystawić maksymalnie dwóch zawodników i maksymalnie dwie zawodniczki;
- o wyniku zawodów decyduje suma punktów zdobyta przez zawodnika w kolejnych konkurencjach (w ostatniej konkurencji biegowej jest ona przeliczana na czas, podobnie jak w dziesięcioboju, w sposób przypominający Metodę Gundersena znaną ze sportów zimowych)'
- szermierka szpadą – walki do jednego trafienia, czas walki trwa nie dłużej niż minutę i jeśli nikt nie zada trafienia, obaj zawodnicy odnotowują porażkę; zawodnicy walczą w systemie „każdy z każdym” – 75% zwycięstw czyli 25 wygranych daje 250 punktów, wygrana lub przegrana zwiększa lub odpowiednio zmniejsza liczbę punktów zawodnika o 5;
- pływanie – 200 m, czyli 4 długości basenu olimpijskiego (50-metrowego) stylem dowolnym, czas 2 minuty 30 sekund daje 250 punktów, a każde pół sekundy zwiększa lub zmniejsza liczbę punktów zawodnika o 1. Zawodnicy płyną podzieleni na serie ustalane według tzw. czasu zgłoszenia.
- bonusowa runda szermierki – ostatni zawodnik pierwszej rundy walczy w pierwszej walce z przedostatnim, zwycięzca walczy z trzecim od końca itd. Wygrana w pojedynku warta jest dwa punkty (w przypadku zwycięstwa triumfatora rundy wstępnej w jego jedynej możliwej walce cztery). W przypadku obustronnej porażki na planszy pozostaje zawodnik sklasyfikowany wyżej w rundzie wstępnej.
- jeździectwo (skoki przez przeszkody) – zawodnikom przydziela się konie losowo – mają 20 minut na zapoznanie się z koniem, zawodnik pokonuje 12 przeszkód w tym jedną podwójną i jedną potrójną na trasie liczącej około 350-450 metrów, zawodnik zaczyna z 300 punktami i za każdą zrzutkę na przeszkodzie odejmuje mu się 7 punktów, za inne przewinienia (np. wyłamanie konia, upadek) 10 punktów. Ponadto za każdą sekundę przejazdu po parkurze powyżej normy czasu (określonej na podstawie długości trasy przejazdu) odejmuje się zawodnikowi 1 punkt. Przekroczenie czasu o dwukrotność normy czasu eliminuje zawodnika z dalszego przejazdu. Zawodnicy wypuszczani są na parkur w kolejności zależnej od sumy punktów zdobytych w poprzednich konkurencjach – im większa liczba punktów zdobyta w poprzedniej konkurencji tym zawodnik wypuszczany jest później, jeśli zawodników jest dwukrotnie więcej niż koni, to każdy z przygotowanych koni odbywa dwie rundy skoków.
- bieg przełajowy – (3000 m)[1] ze strzelaniem z pistoletu laserowego, w pozycji stojącej, cztery razy (cztery sesje tzn. przystanki na strzelnicy w tym pierwszy tuż za startem), co 800 m (zawodnik musi strzelać do celu, z odległości 10 metrów, w przeciągu 50 sekund sesji strzeleckiej, dalszy bieg następuje po zaliczeniu 5 celnych strzałów lub po upływie 50 sekundowej sesji, nie ma kar za ewentualny brak trafień i niecelność). Startujący do biegu są wypuszczani w odstępach czasowych odzwierciedlających liczbę wcześniej zdobytych punktów (1 punkt różnicy to 1 sekunda opóźnienia[2]), przez co wygrywający całe zawody wbiega na metę biegu pierwszy.

Konkurencje objęte pięciobojem nowoczesnym
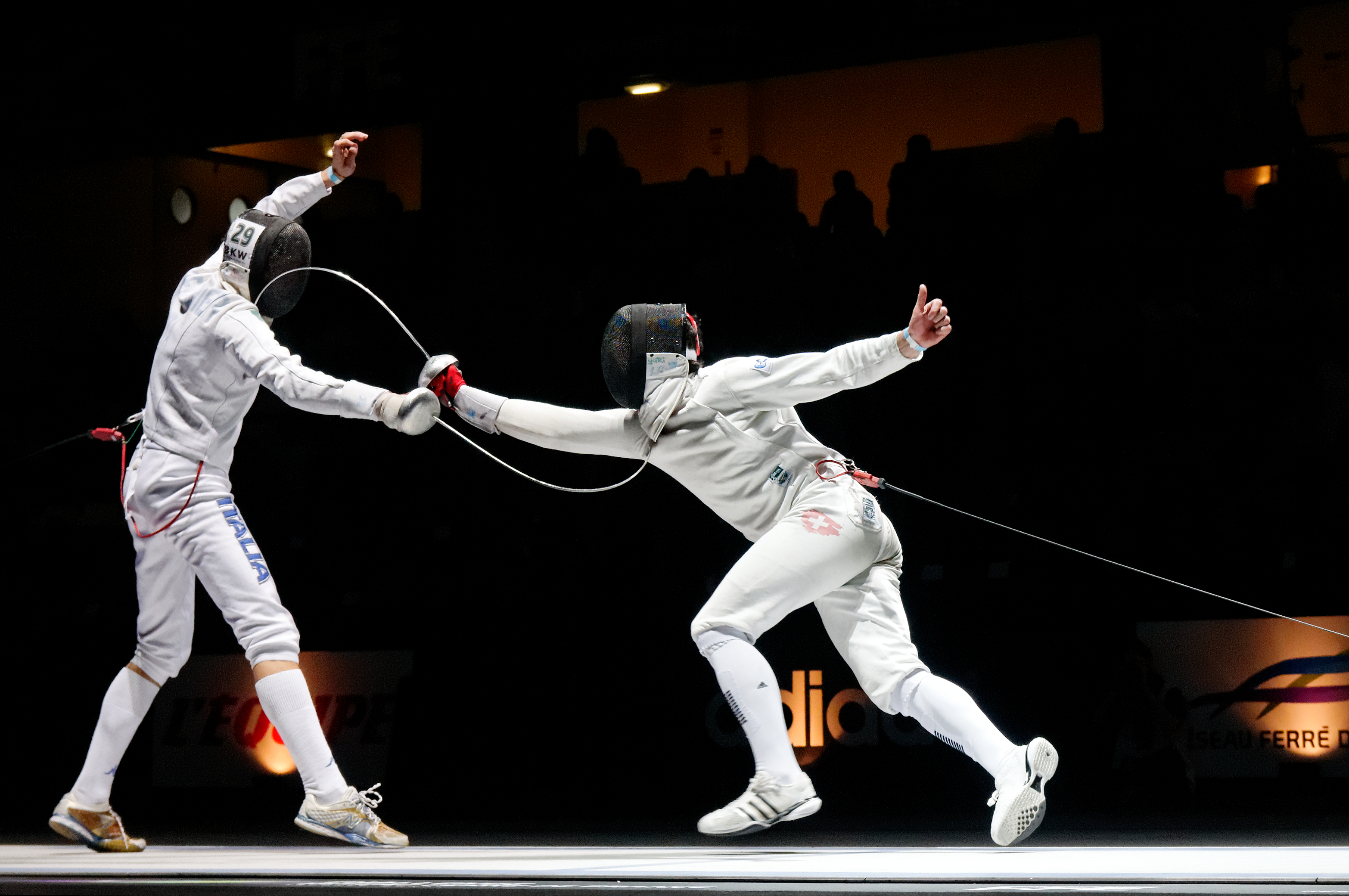
Szermierka szpadą (walki do jednego trafienia)
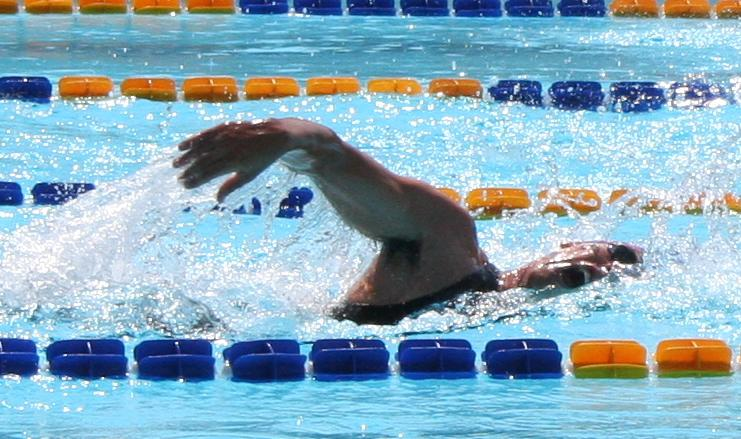
pływanie (200 m stylem dowolnym)
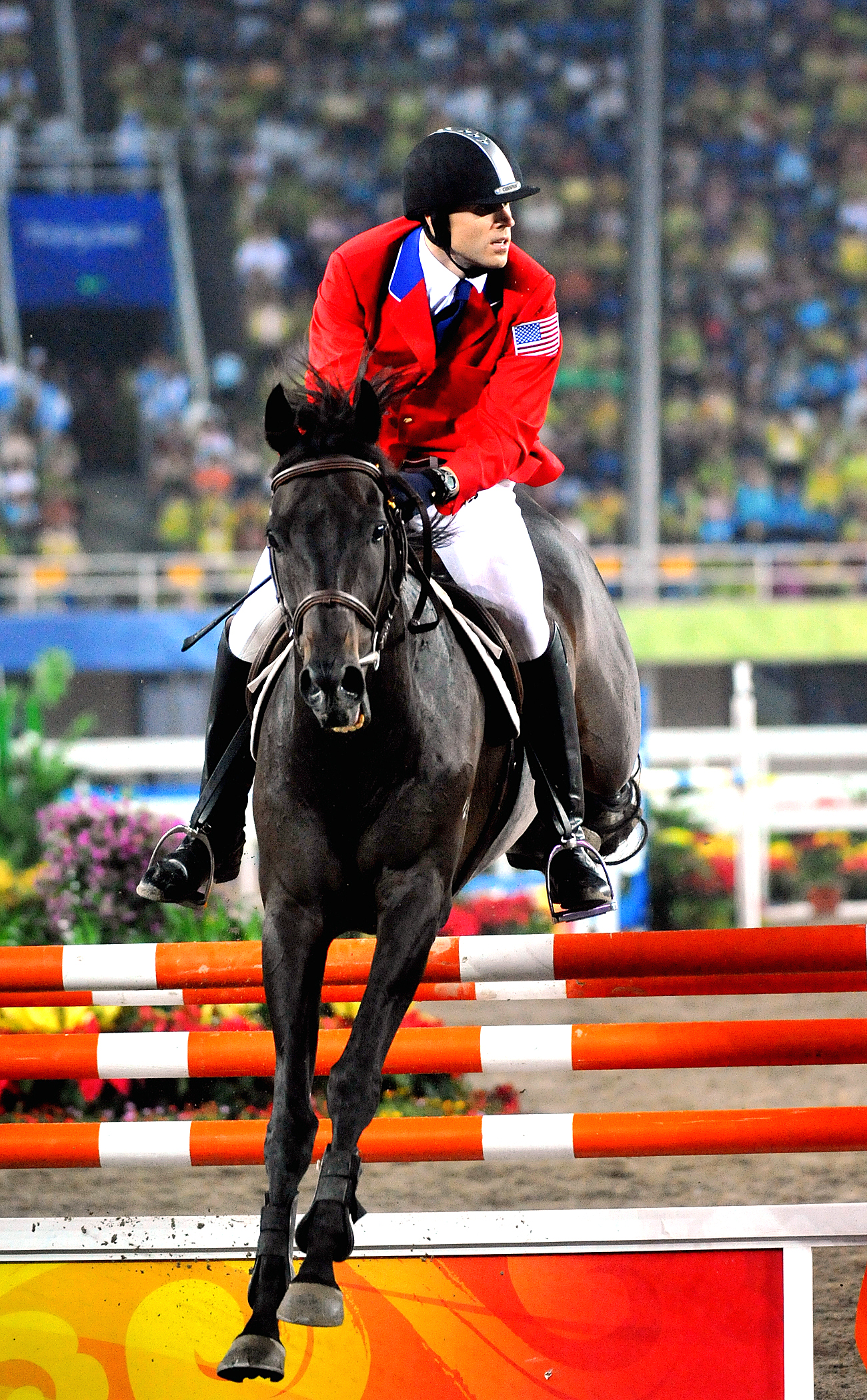
Jeździectwo – skoki przez przeszkody
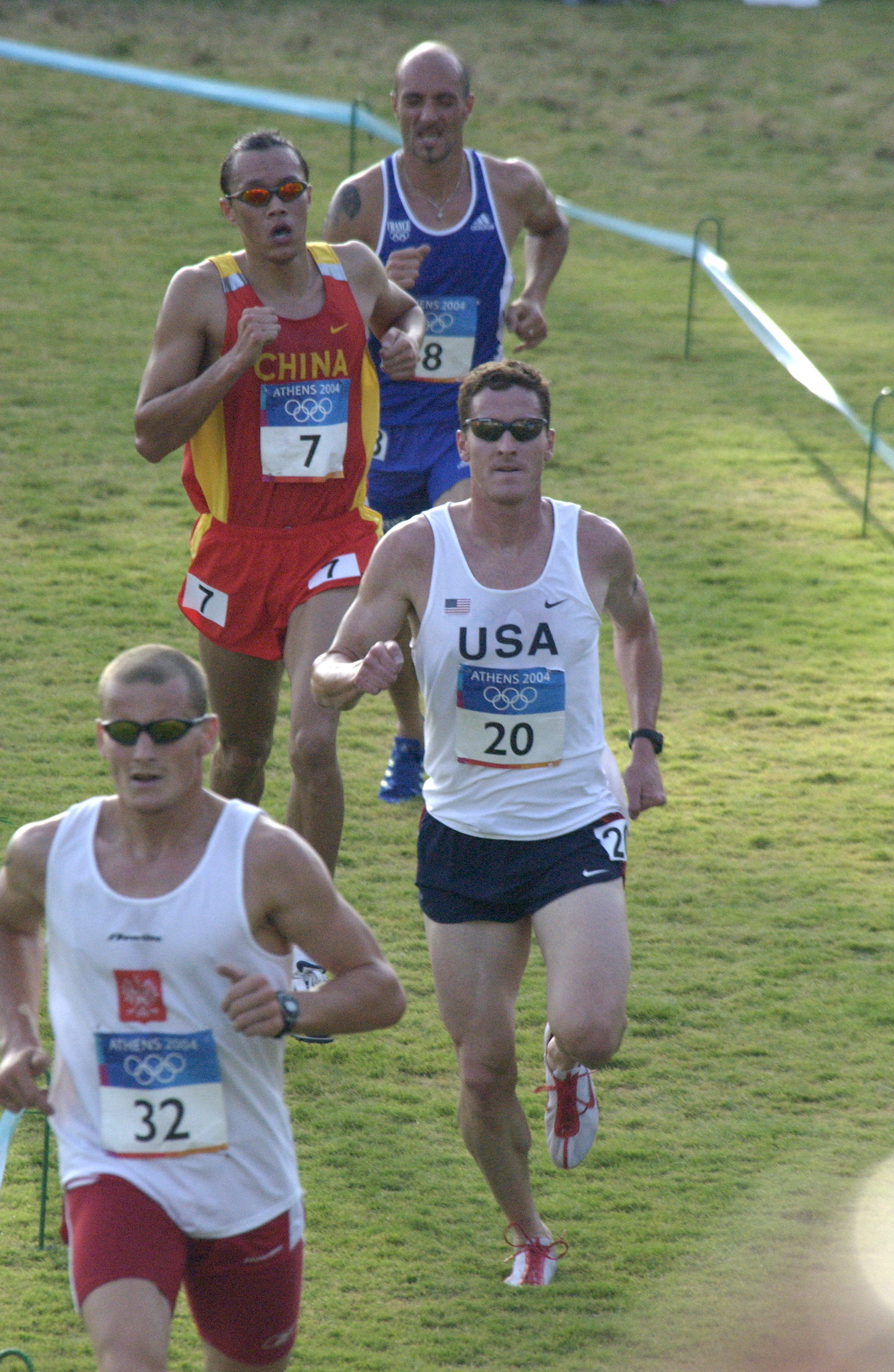
Bieg przełajowy (3000 m)
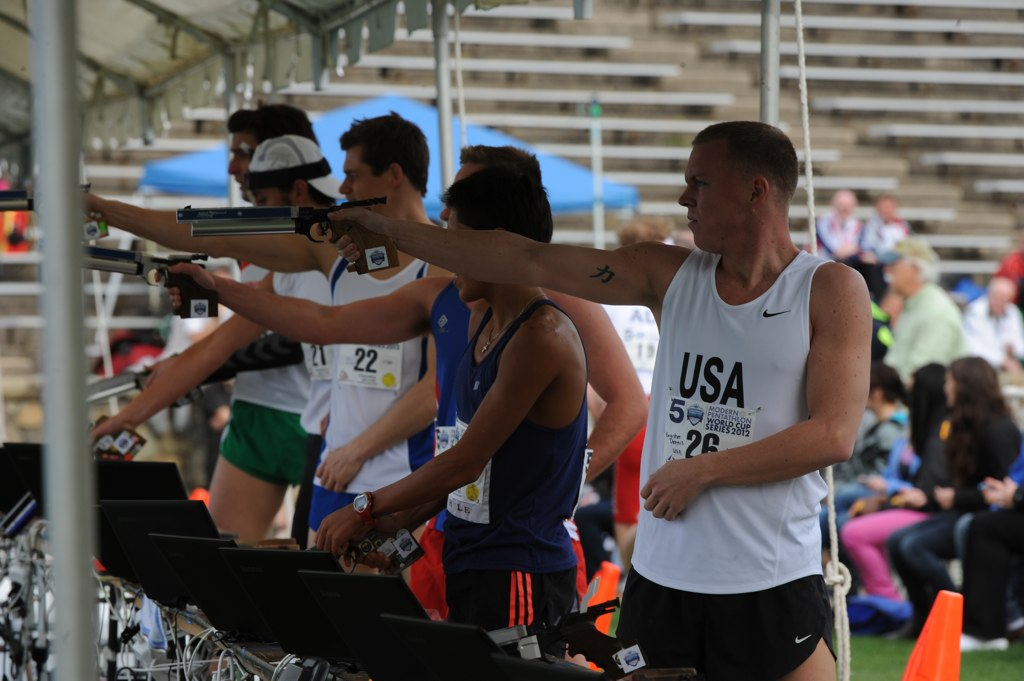
Strzelanie z pistoletu

## Występy polskich zawodników

### Polscy mistrzowie świata
Sukcesy w pięcioboju nowoczesnym odnosili Polacy. Janusz Pyciak-Peciak był mistrzem olimpijskim (1976) i mistrzem świata (1977, 1981), a Arkadiusz Skrzypaszek zdobył w Barcelonie (1992) złoto olimpijskie zarówno indywidualnie, jak i w drużynie (z Maciejem Czyżowiczem i Dariuszem Goździakiem).
- 1977 San Antonio
  - Janusz Pyciak-Peciak indywidualnie
  - Janusz Pyciak-Peciak, Zbigniew Pacelt, Sławomir Rotkiewicz druż.

- 1978 Jönköping
  - Janusz Pyciak-Peciak, Zbigniew Pacelt, Sławomir Rotkiewicz druż.

- 1981 Drzonków
  - Janusz Pyciak-Peciak indywidualnie
  - Janusz Pyciak-Peciak, Jan Olesiński, Zbigniew Szuba drużynowo

- 1985 Montreal
  - Barbara Kotowska indywidualnie
  - Barbara Kotowska, Dorota Nowak-Idzi, Anna Bajan drużynowo

- 1988 Warszawa
  - Dorota Nowak-Idzi indywidualnie
  - Dorota Nowak-Idzi, Iwona Dąbrowska, Anna Sulima drużynowo

- 1989 Wiener Neustadt
  - Dorota Idzi, Iwona Dąbrowska, Anna Sulima drużynowo

- 1990 Linköping
  - Dorota Idzi, Iwona Dąbrowska, Anna Sulima drużynowo

- 1991 San Antonio
  - Arkadiusz Skrzypaszek indywidualnie

- 1991 Sydney
  - Dorota Idzi, Iwona Kowalewska, Anna Sulima drużynowo
  - Dorota Idzi, Iwona Kowalewska, Anna Sulima sztafeta

- 1992 Winterthur
  - Dariusz Mejsner, Andrzej Giżyński, Mateusz Nowicki sztafeta

- 1992 Budapeszt
  - Iwona Kowalewska indywidualnie
  - Dorota Idzi, Iwona Kowalewska, Anna Sulima drużynowo
  - Dorota Idzi, Iwona Kowalewska, Edyta Małoszyc sztafeta

- 1994 Sheffield
  - Dorota Idzi, Iwona Kowalewska, Anna Sulima sztafeta

- 1995 Bazylea
  - Maciej Czyżowicz, Igor Warabida, Dariusz Mejsner sztafeta
  - Dorota Idzi, Iwona Kowalewska, Anna Sulima drużynowo
  - Dorota Idzi, Iwona Kowalewska, Edyta Małoszyc  sztafeta

- 1996 Rzym
  - Maciej Czyżowicz, Dariusz Mejsner, Igor Warabida sztafeta

- 1996 Siena
  - Dorota Idzi, Iwona Kowalewska, Edyta Małoszyc sztafeta

- 1998 Meksyk
  - Anna Sulima indywidualnie
  - Paulina Boenisz, Dorota Idzi, Anna Sulima drużynowo
  - Dorota Idzi, Iwona Kowalewska, Anna Sulima sztafeta

- 2000 Pesaro
  - Paulina Boenisz, Dorota Idzi, Anna Sulima drużynowo

- 2004 Moskwa
  - Paulina Boenisz, Marta Dziadura, Magdalena Sędziak sztafeta

- 2006 Gwatemala
  - Marta Dziadura indywidualnie
  - Paulina Boenisz, Marta Dziadura, Sylwia Czwojdzińska drużyna
  - Paulina Boenisz, Marta Dziadura, Edyta Małoszyc sztafeta

### Występy Polaków na igrzyskach olimpijskich
- Amsterdam 1928
  - Zenon Małłysko – 12 miejsce
  - Stefan Szelestowski – 26 miejsce
  - Franciszek Koprowski – 34 miejsce

- Rzym 1960
  - Stanisław Przybylski – 7 miejsce
  - Jarosław Paszkiewicz – 14 miejsce
  - Kazimierz Mazur – 25 miejsce
  - drużynowo – 5 miejsce

- Monachium 1972
  - Ryszard Wach – 13 miejsce
  - Janusz Pyciak-Peciak – 21 miejsce
  - Stanisław Skwira – 40 miejsce
  - drużynowo – 8 miejsce

- Montreal 1976
  - Janusz Pyciak-Peciak – 1 miejsce
  - Zbigniew Pacelt – 19 miejsce
  - Krzysztof Trybusiewicz – 34 miejsce
  - drużynowo – 4 miejsce

- Moskwa 1980
  - Janusz Pyciak-Peciak – 6 miejsce
  - Jan Olesiński – 11 miejsce
  - Marek Bajan – 18 miejsce
  - drużynowo – 4 miejsce

- Seul 1988
  - Maciej Czyżowicz – 15 miejsce
  - Arkadiusz Skrzypaszek – 23 miejsce
  - Wiesław Chmielewski – 53 miejsce
  - drużynowo – 10 miejsce

- Barcelona 1992
  - Arkadiusz Skrzypaszek – 1 miejsce
  - Dariusz Goździak – 10 miejsce
  - Maciej Czyżowicz – 19 miejsce
  - drużynowo – 1 miejsce

- Atlanta 1996
  - Igor Warabida – 5 miejsce
  - Maciej Czyżowicz – 27 miejsce

- Sydney 2000
  - Mężczyźni:
    - Igor Warabida – 15 miejsce

  - Kobiety:
    - Paulina Boenisz – 5 miejsce
    - Dorota Idzi – 16 miejsce

- Ateny 2004
  - Mężczyźni:
    - Andrzej Stefanek – 30 miejsce
    - Marcin Horbacz – 32 miejsce

  - Kobiety:
    - Sylwia Czwojdzińska – 6 miejsce
    - Paulina Boenisz – 10 miejsce

- Pekin 2008
  - Mężczyźni:
    - Marcin Horbacz – 13 miejsce
    - Bartosz Majewski – 26 miejsce

  - Kobiety:
    - Paulina Boenisz – 6 miejsce
    - Sylwia Czwojdzińska – 17 miejsce

- Londyn 2012
  - Mężczyźni:
    - Szymon Staśkiewicz – 24 miejsce

  - Kobiety:
    - Sylwia Gawlikowska-Czwojdzińska – 13 miejsce
    - Katarzyna Wójcik – 19 miejsce

- Rio de Janeiro 2016
  - Mężczyźni:
    - Szymon Staśkiewicz – 27 miejsce

  - Kobiety:
    - Oktawia Nowacka – 3 miejsce
    - Anna Maliszewska – 19 miejsce

### Lista polskich pięcioboistów – medalistów IO, MŚ i ME seniorów
- Anna Bajan
- Katarzyna Baran
- Paulina Boenisz
- Maciej Bogucki
- Tomasz Chmielewski
- Sylwia Czwojdzińska
- Maciej Czyżowicz
- Iwona Dąbrowska-Kowalewska
- Marta Dziadura
- Andrzej Giżyński
- Dariusz Goździak
- Marcin Horbacz
- Jarosław Idzi
- Magdalena Jedlewska
- Maciej Kacer
- Sławomir Kopeć
- Barbara Kotowska
- Remigiusz Golis

- Edyta Małoszyc
- Dariusz Mejsner
- Oktawia Nowacka
- Dorota Nowak-Idzi
- Mateusz Nowicki
- Jan Olesiński
- Paweł Olszewski
- Zbigniew Pacelt
- Janusz Pyciak-Peciak
- Sławomir Rotkiewicz
- Magdalena Sędziak
- Arkadiusz Skrzypaszek
- Andrzej Stefanek
- Anna Sulima
- Zbigniew Szuba
- Igor Warabida
- Mirosław Zazula